# 8952 ODAS
A 8952 ODAS (ideiglenes jelöléssel 1998 EG2) a Naprendszer kisbolygóövében található aszteroida. Az ODAS program keretében fedezték fel 1998. március 2-án.